# Arnaville

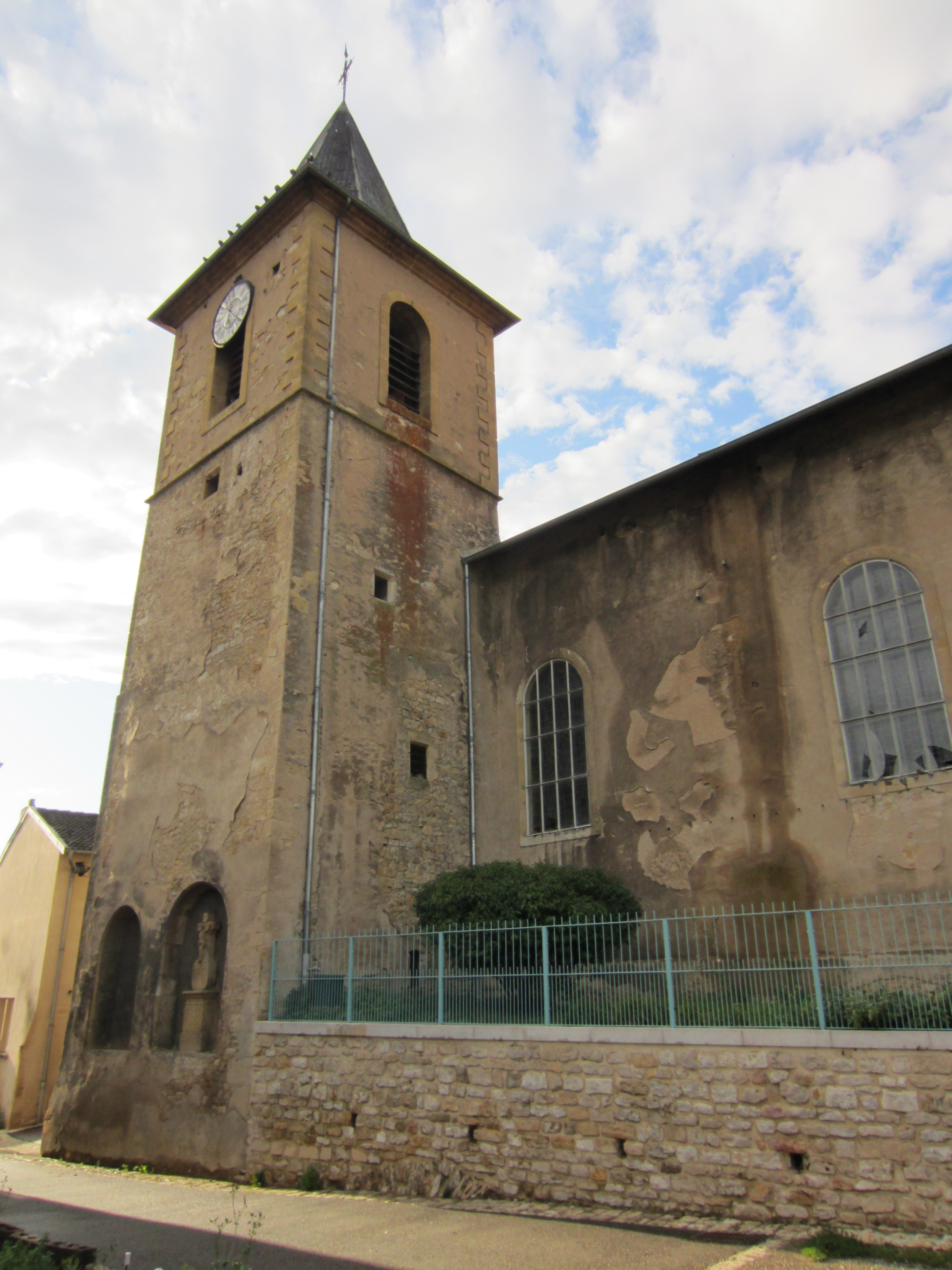
Kościół św. Szczepana (2011)

Arnaville – miejscowość i gmina we Francji, w regionie Grand Est, w departamencie Meurthe i Mozela.
Według danych na rok 1990 gminę zamieszkiwało 597 osób, a gęstość zaludnienia wynosiła 114 osób/km² (wśród 2335 gmin Lotaryngii Arnaville plasuje się na 537. miejscu pod względem liczby ludności, natomiast pod względem powierzchni na miejscu 988.).

## Populacja

Populacja Arnaville w latach 1962–2008